# Canal+ Cinéma
Canal+ Cinéma(s) (anteriormente conhecido como Canal+ Cinéma) é um canal de televisão pago privado francês, dedicado à transmissão dos mais recentes filmes que pertençam ao pacote Les Chaînes Canal+, do grupo Canal+.

## A história do canal
Canal+ Jaune (Canal+ Amarelo), criado em 27 de abril de 1996 é transmitido por satélite no pacote CanalSatellite e por tv paga. O canal dedica 75 % do seu tempo de transmissão à sétima arte. 60 filmes são transmitidos por semana, os 25% restantes são emissões de notícias ligadas ao cinema, a séries e telefilmes destinados para compensar as horas de cinema proibidas pela CSA. Os filmes que passam no canal são sucessos do cinema, que seja de origem francesa, europeia ou do resto do mundo. Quase um filme em dois são inéditos, exclusivo ou recente.
No dia 28 de junho de 2002, Canal+ Jaune apresentou ao CSA a sua candidatura para obter uma frequência na TDT paga.
No âmbito da criação, pela oferta do Canal+ Le Bouquet, o canal mudou de nome no dia 1 de novembro de 2003, para ser chamado de Canal+ Cinéma. A sua candidatura foi bem-sucedida, a CSA atribui uma frequência no multiplex R3 da TDT paga onde começou a emitir a partir de 21 de novembro de 2005.
Desde 12 de outubro de 2010, o canal começou a transmissão dos seus programas em Alta definição (HD).

### Identidade Visual (logotipo)
O novo logotipo do Canal+ Cinéma, adotado no dia 20 de agosto de 2009, abandonou a marca d "Canal", a fim de manter o "+", o que lhe permite afirmar-se mais como um canal que oferece uma mais-valia real comparado com os outros canais premium da Canal+. E, desde 21 de setembro de 2013, o logotipo adota novamente o olhar clássico, mas com a palavra "Canal+" acima da palavra "Cinéma". Porém, mantêm seu "+" sem a palavra "Canal" durante as transições, como o Canal+ Sport, Canal+ Family, bem como todos os outros canais da Canal+.

## Organização

### Dirigentes
Presidentes-diretores-gerais de Canal+ SA :
- Pierre Lescure: 27/04/1996 - 06/2000
- Denis Olivennes: 06/2000 - 12/04/2002
- Dominique Farrugia: 12/04/2002 - 20/02/2003
- Bertrand Meheut: desde o 20/02/2003

Os diretores gerais dos programas :
- Alain de Greef: 27/04/1996 - 12/2000
- Michel Denisot: 12/2000 - 02/2002
- Dominique Farrugia: 02/2002 - 02/2003
- Guillaume de Vergès: 02/2003 - 11/2003
- Rodolphe Belmer: desde 11/2003

### Capital
Canal+ Cinema é editado pelo Canal+ SA, com um capital de 100 000 000 euros, sendo 48,48 % do Canal+ da França, 6,17 % por Âmbar Mestre Fundo, 5.05% pelo grupo Pathé, 4.92 % por First Boston, 4,32 % por Edmond de Rothschild, 1.87 % por Richelieu Finanças, 1,08 % pela Caisse des dépôts et consignations.

## Programas
A programação de Canal+ Cinéma, é composta principalmente de filmes em exclusividade de transmissão e outras emissões cinematográficas.
- Le Cercle: um programa de debate sobre cinema, apresentado por Frédéric Beigbeder.
- Rencontres de Cinéma: entrevistas com Laurent Weil e atores ou realizadores de um filme atual.
- Mikrociné: emissão sem um apresentador, espalhando-se sobre filmes de todas as nacionalidades.
- La Séance de Mouloud Achour: um programa em que Mouloud Achour fala e transmite filmes da sua escolha.
- Séance de Genre: programa que fala de filmes de um gênero particular.

## Transmissão
Canal+ Cinéma está disponível no multiplex R3 da TDT paga (canal no 43, com descodificador MPEG-4), por satélite (Canalsat), cabo (Numéricable) e em várias emissoras de ADSL.
Na Suíça : através de operadoras de cabo da rede UPC cablecom e ADSL, Swisscom TV.

### Audiências
Em 2011, o Canal+ Cinema ganhou 0,5% de audiência no cabo, ADSL e satélite.